# 心霊呪殺師 太郎丸
『心霊呪殺師 太郎丸（しんれいじゅさつし たろうまる）』は、タイムワーナーインタラクティブが開発・発売したセガサターン用横スクロールアクションゲームである。
本作は、封建時代の日本を舞台に、この世の闇を祓う力を天界から与えられた「心霊呪殺師（作中では単に『呪殺師』と呼ばれている）」2人の戦いを描いた内容となっている。
本作は、開発元であるタイムワーナーインタラクティブが閉鎖された1997年に日本で発売されたため、出荷量が少ないことから、ゲームジャーナリストたちからは、セガサターンのゲームの中でも最も希少価値が高く、最も需要があるゲームの1つだと考えられている。
また、評家たちからは、2Dと3Dを重ねた視覚効果、独創的なレベルデザイン、印象的なボス戦などが評価されており、忍シリーズや『悪魔城ドラキュラ』シリーズと積極的に比較する意見もあった。

## ゲームプレイ
本作は、封建時代の日本を舞台とした2.5D横スクロールアクションゲームである。プレイヤーは2人の呪殺師、太郎丸または円海のいずれかを選んでプレイできる。強力な悪魔に連れ去られた町娘を救うために雇われたこの2人はは一種の超能力である「呪念」を使って敵と戦い、プレイは攻撃範囲のわずかな違いを除いてほぼ同じである。
敵は、画面上を浮遊するレチクルで自動的に標的となる。主な攻撃方法はエネルギーのバーストを発射する「呪念・破魔」で、複数の敵を攻撃するより破壊的な攻撃のためにエネルギーをチャージしたりできる。キャラクターは通常、ステージ間をジャンプ、スライド、ダッシュできるが、射撃中は移動できない。これに加えて、特定の種類の敵に催眠術をかけ、仲間にできる「呪念・修羅憑依」がある。また、敵を素早く押し戻し、発射物を吸収する防御球を投げることもできる。
ボスはゲームのかなりの部分を占めており、巨大なクモやカエルなどといったファンタジックな敵や魔物が登場する。2プレイヤーの協力モードがある。

## あらすじ
元禄時代、江戸では赤子や若い娘がさらわれる事件が起きていた。呪殺師の太郎丸は、ある女性の父親の頼みを受け、調査に乗り出す。太郎丸は怪物たちを退ける中、船の上で吾助という男に会う。一見して普通の人かと思いきや、吾助は異形の姿となり、太郎丸に襲い掛かる。吾助を倒した後、太郎丸は巨大なガマガエルと対峙する。一度は飲み込まれるが、何とか脱出し、ガマガエルを倒す。その後、太郎丸は採掘場を抜け、とある屋敷で妖狐・九尾と対決する。

## 登場人物
プレイヤーキャラクターのうち、太郎丸は普段かんざし職人として生計を立てているが、裏稼業として呪殺師をしている。元々捨て子であり、養親も殺されてしまった過去を持つ。動物には優しい一方、悪党には容赦しない。また、光る左手から念を送ることで敵を攻撃する。
もう一人のプレイヤーキャラクターである円海は太郎丸の同業者であり、表向きは修行僧である。もともと正義感が強く、そのせいで殺人を犯してしまった過去を持つ。こちらは役小角から授けられた杖を武器とする。

## 開発・販売
本作は、タイムワーナーインタラクティブの日本スタジオによってセガサターン用ソフトとして開発された。アートデザインの一部は、トレジャーとの作品で知られる井内ひろしがを手掛けた。このゲームは1996年6月に東京おもちゃショーで展示され、1997年1月17日に日本でのみ発売された。
本作の発売後にタイムワーナーインタラクティブは事業を廃業したため、7,500本しか生産しなかったと報じられている一方、生産本数については様々な推定がある。Edgeは5,000本と報じ、GameFanとSega Saturn Magazineは50,000本と報じた。開発中の1996年3月、同社はWMS Industriesに買収された。
発売本数が少なかったため、セガサターンで最も希少なゲームの1つになり、コレクターたちが最も欲しがるようになり、その価値は数百ドルにまで上がった。1UP.comは、これを最も希少な一人用のサターンのゲームと呼び、Nintendo Lifeは、このシステムのゲームの中で最も需要が高いゲームと呼び、Eurogamerは、長い間サターンのゲームのコレクターにとって最も貴重な所有物であると書いた。USgamerによると、本作のようなゲームは、ハードコアゲーマーにサターンの魅力をアピールしている。Retro Gamerは、このゲームが希少なために、結局のところ多くのプレイヤーがプレイする機会がないことを残念に思っている。

## 反響・後世への反響
東京おもちゃショーで展示された後、エレクトロニック・ゲーミング・マンスリーは、このゲームがスリーパーヒットの1つで、ローカライズの計画がないと聞いて落胆したと報告した。彼らはこれを悪魔城ドラキュラシリーズと比較し、次のように書いている。「信じられないほどよく遊んでいる...今後数か月間、このタイトルを大いに注目しよう。」Next GenerationとEdgeは、共同の記事で、忍シリーズと積極的に比較し、暗くとも印象的な3D環境を称賛した。発売後、GameFanはこのゲームを『孔雀王2』 (1989)と比較した。彼らはゲームプレイが驚くほど深くて強烈であることに気づき、レベルデザインとボス戦を賞賛した。3D背景と特殊効果も強調表示された。日本のセガサターンマガジンは、10点満点中7.33点と評価し、プレイしたよりも見栄えが良いと言った。彼らは、自動ロックオン機能と回復アイテムの少なさがやや難しいと考えていたが、ゲームプレイを習得することに真剣になると、ゲームがどれほど熱心に設計されているかがわかった。
過去の記事では、本作は絶賛され続けている。トム・マッセイ (Eurogamer)は、32ビット時代の最高のゲームの1つと呼んだ。また、彼はそれをトレジャーの作品と比較し、その独創的で戦略的なゲームプレイと「小人化」ボス戦を称賛した。Retro Gamerは、セガサターンの重要な輸入品のリストにそれを含め、「とてつもなく思い切った(insanely over-the-top)」アクションと創造的なレベルデザインを賞賛し、このゲームが忍シリーズやアリシアドラグーン (1992)の要素を取り入れていることを特筆した。1UP.comのジェームズ・ワトキンスは忍シリーズや悪魔城ドラキュラシリーズと比較して、ボス戦や、しっかりとして直感的なコントロールが強調されているとした。複数の批評家も、ビジュアルのさまざまな側面を賞賛した。ワトキンスは3D背景の上に重ねられた2Dスプライトのブレンドを称賛し、Retro Gamerはアニメーションを同様に称賛し、Hardcore Gaming101のカート・カラタは、テクスチャやスプライトはにじみだらけだと思っていたが、特殊効果は高品質だと信じていた。カラタは次のように結論付けている。「...これは16ビット横スクローラーに捧げられた優れた頌歌であり、ゲームが3Dに完全には切り替わらなかった別の未来への素晴らしい入り口だ (...it's an excellent ode to 16-bit side scrollers, and a great portal into an alternate future where gaming didn't completely sell out to 3D.)」。